# Barkåkra distrikt
Barkåkra distrikt är ett distrikt i Ängelholms kommun och Skåne län. 
Distriktet ligger vid kusten, norr om Ängelholm. 

## Tidigare administrativ tillhörighet
Distriktet inrättades 2016 och utgörs av socknen Barkåkra i Ängelholms kommun.
Området motsvarar den omfattning Barkåkra församling hade 1999/2000.